# Синкретизм

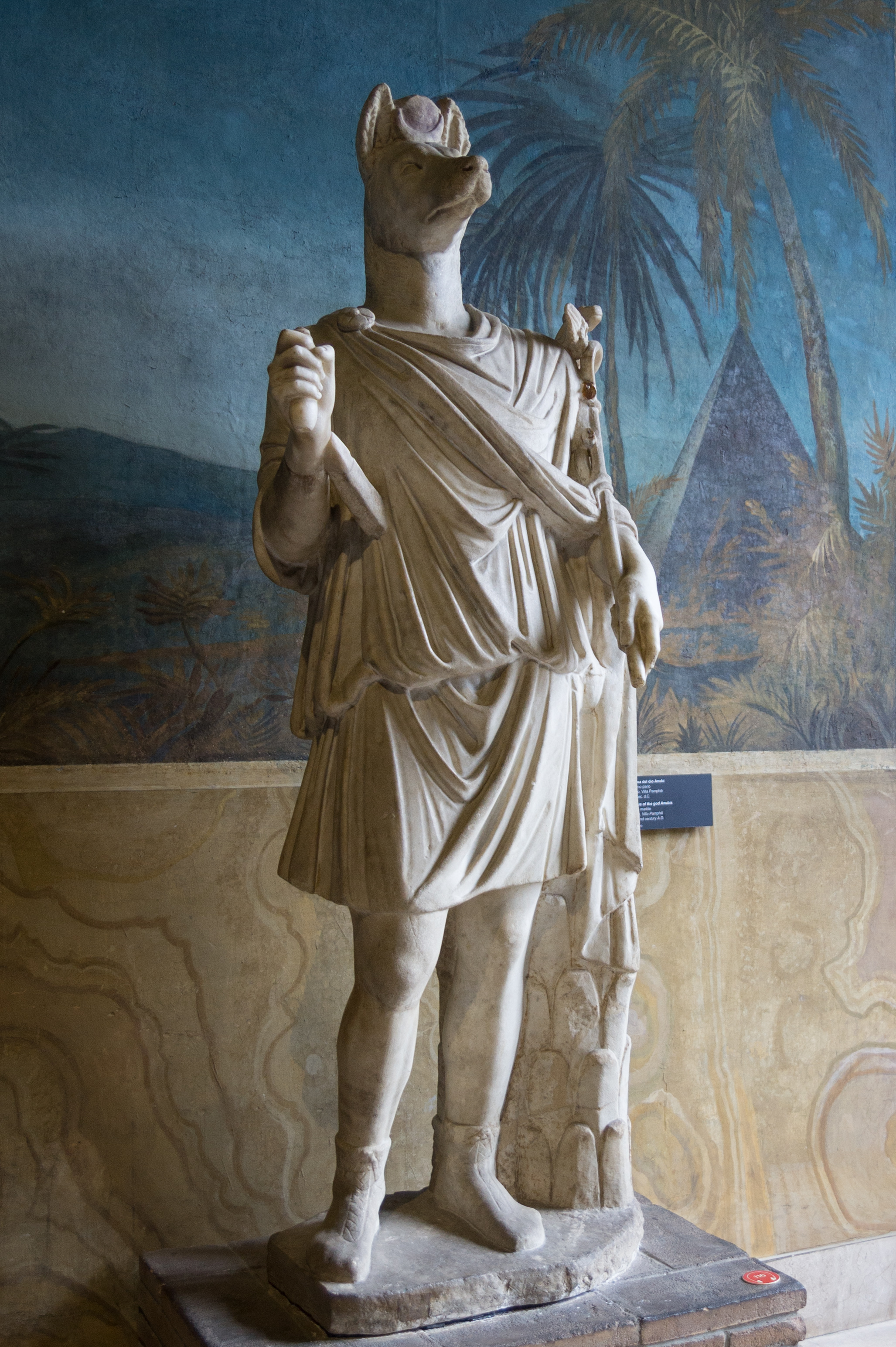
Статуя Германубіса, як приклад греко-єгипетського синкретизму в епоху еллінізму

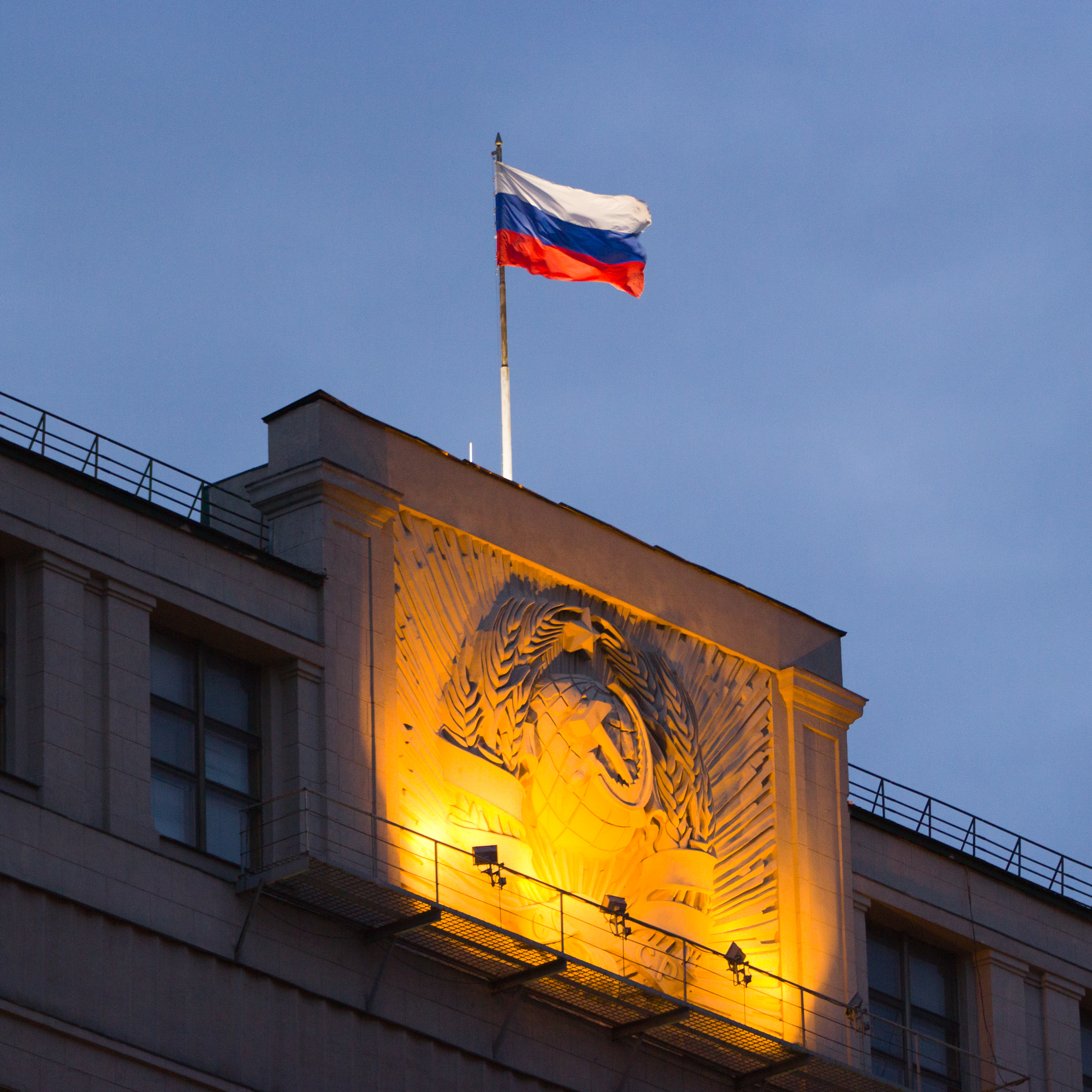
Серп і молот (символи СРСР) — під прапором РФ (символом незалежної Росії) — вказують на синкретизм режиму Путіна

Синкрети́зм (грец. συγκρητισμός — з'єднання, лат. syncretismus — поєднання) — поєднання або злиття, комплексне проявлення чи використання самодостатніх, чи навіть несумісних і непорівнянних явищ, образів мислення та поглядів. Синкретизм — різновид еклектизму. 
Розрізняють синкретизм релігійний, культурний, синкретизм у мовознавстві, мистецтві, філософії, політиці (див: Синкретична політика) та ін.
Приклад синкретизму в культурі вперше масштабно відбувся в господарюванні аріїв, як етап цивілізаційного розвитку. Від кочового тваринництва та збирачів арії в Понтійській долині, до затоплення солоними водами світового океану (Чорне море) формують синкретизм осілого господарювання в ареалі Північного Причорномор'я: збирачів-рільників та свійського тваринництва. З адаптацією особливостей відбувалося перетворення вад на переваги — синергізм явищ. Гній стає добривом на поля, сіно та солома використовуються як корм жуйним тощо. Саме синкретизм осілого господарювання збагатив харчування, забезпечивши його якість. Проживання у 20–50 тисячних містах створило умови соціалізації людини, колективне сезонне навчання молоді в школах. Харчування молоком та молочними продуктами покривало йододефіцит та авітаміноз раннього дитинства, що позитивно вплинуло на розумовий розвиток народів синкретичної культури господарювання. Гарантовані наслідки спільного господарювання давали більшу живучість та поширення культури, що аборигенними культурами Індії, Ірану та інших країн сприймалося як дарунки богів: сортові зернові, священна корова, кінь (кентаври). Навіть для греків культура борисфенітів є країною богів та людських дітей богів. Саме синкретизм господарювання поширив арійську, індоєвропейську цивілізацію в Євразії.
Синкретична політика (або спектрально-синкретична) — політика, яка поєднує елементи із загальноприйнятого лівого і правого політичних спектрів.